# Campionato Sudamericano 1969 (hockey su pista)
Il campionato sudamericano di hockey su pista 1969 è stata la 7ª edizione del torneo di hockey su pista per squadre nazionali maschili sudamericane. Il torneo si è svolto in Colombia a Medellín dal 9 al 13 novembre 1969.
A vincere il torneo fu il Brasile per la prima volta nella sua storia precedendo in classifica l'Argentina.

## Formula
Il campionato Sudamericano 1969 fu disputato da cinque selezioni nazionali tramite la formula del girone all'italiana con gare di sola andata. Vennero attribuiti due punti per l'incontro vinto, uno per l'incontro pareggiato e zero in caso di sconfitta. La prima squadra classificata venne proclamata campione.

## Squadre partecipanti
| Pr. | Squadra   | Partecipazioni precedenti al torneo |
| --- | --------- | ----------------------------------- |
| 1   | Argentina | 1956, 1959, 1963, 1966, 1967        |
| 2   | Brasile   | 1954, 1956, 1959, 1966, 1967        |
| 3   | Cile      | 1954, 1956, 1959, 1963, 1966, 1967  |
| 4   | Colombia  | 1963, 1967                          |
| 5   | Uruguay   | 1954, 1956, 1959, 1963, 1967        |

Nota bene: nella sezione "partecipazioni precedenti al torneo" le date in grassetto indicano la squadra che ha vinto quell'edizione del torneo

## Svolgimento del torneo

### Classifica finale
| Pos. | Squadra   | Pt | G | V | N | P | GF | GS | DR  |
| ---- | --------- | -- | - | - | - | - | -- | -- | --- |
| 1.   | Brasile   | 7  | 4 | 3 | 1 | 0 | 12 | 3  | +9  |
| 2.   | Argentina | 6  | 4 | 3 | 0 | 1 | 13 | 3  | +10 |
| 3.   | Cile      | 4  | 4 | 2 | 0 | 2 | 16 | 6  | +10 |
| 4.   | Uruguay   | 3  | 4 | 1 | 1 | 2 | 3  | 8  | -5  |
| 5.   | Colombia  | 0  | 4 | 0 | 0 | 4 | 3  | 27 | -24 |

### Risultati
| Medellín 9 novembre 1969 | Argentina | 2 – 1 | Cile |  |

| Medellín 9 novembre 1969 | Colombia | 1 – 2 | Uruguay |  |

| Medellín 10 novembre 1969 | Argentina | 4 – 1 | Uruguay |  |

| Medellín 10 novembre 1969 | Brasile | 3 – 2 | Cile |  |

| Medellín 11 novembre 1969 | Brasile | 8 – 1 | Colombia |  |

| Medellín 11 novembre 1969 | Cile | 3 – 0 | Uruguay |  |

| Medellín 12 novembre 1969 | Argentina | 0 – 1 | Brasile |  |

| Medellín 12 novembre 1969 | Cile | 10 – 1 | Colombia |  |

| Medellín 13 novembre 1969 | Argentina | 7 – 0 | Colombia |  |

| Medellín 13 novembre 1969 | Brasile | 0 – 0 | Uruguay |  |